# Yeliz
Yeliz ist ein weiblicher Vorname.

## Herkunft und Bedeutung
Der Name Yeliz ist türkischen Ursprungs und bedeutet „wie der Wind“, „angenehme Helligkeit“

## Verbreitung
Yeliz ist lediglich in der Türkei als Vorname populär. Im Jahr 1990 verließ der Name die Liste der 100 beliebtesten Mädchennamen.

## Namensträgerinnen
- Yeliz Açar (* 1997), türkisch-aserbaidschanische Fußballnationalspielerin
- Yeliz Eker (* 1957), türkische Sängerin
- Yeliz Koç (* 1993), türkische Reality-TV-Teilnehmerin
- Yeliz Kuvancı (* 1987), türkische Schauspielerin
- Yeliz Şar (* 1977), türkische Schauspielerin
- Anna Yeliz Schentke (* 1990), deutsche Schriftstellerin
- Yeliz Simsek (* 1990), deutsche Schauspielerin
- Yeliz Yesilmen (* 1984), türkische Schauspielerin